# Кампф, Давид
Давид Кампф (чеш. David Kämpf; 12 января 1995, Йирков, Чехия) — чешский хоккеист, нападающий. В настоящее время играет за клуб НХЛ «Торонто Мейпл Лифс». Чемпион мира 2024 года.

## Карьера

#### Клубная
Давид Кампф начал карьеру в юниорских командах клуба чешской Экстралиги «Пираты» из Хомутова. В основной команде дебютировал в конце сезона 2012/13. В 2014 году стал чемпионом Чехии для игроков не старше 20 лет. В 2015 году помог «Пиратам» выиграть чемпионат чешской первой лиги, а затем в переходном турнире пробиться в Экстралигу. В мае 2017 года подписал двухлетний контракт на сумму $ 1 850 000 с «Чикаго Блэкхокс». Половину своего первого сезона за океаном играл в АХЛ за «Рокфорд АйсХогс». 27 декабря 2017 года Кампф был вызван из фарм-клуба в основную команду. Уже на следующий день, 28 декабря провёл свой первый матч в НХЛ, в котором «Чикаго Блэкхокс» проиграл «Ванкувер Кэнакс» со счётом 2:5. 12 января 2018 года, в день своего 23-летия, Кампф забросил свою первую шайбу в НХЛ, отличившись в игре против «Виннипег Джетс». Сезон 2018/19 начал в НХЛ за «Чикаго». 1 января 2019 года принял участие в матче «Зимняя классика» (на открытом воздухе) между «Чикаго» и «Бостон Брюинз», на игре присутствовало 76 126 зрителей (2-я игра по посещаемости за всю историю НХЛ и 4-я за всю историю мирового хоккея), «Чикаго» проиграл 2:4, а Кампф отдал голевую передачу.

#### Международная
С 2011 года играл за юниорские и молодёжную сборные Чехии. Участник чемпионата мира среди юниоров 2013 года и молодёжных чемпионатов мира 2014 и 2015 годов. В основной сборной Чехии дебютировал в 2016 году на этапах Еврохоккейтура. 19 декабря 2016 года забросил свою первую шайбу в сборной, ставшую победной. В матче Кубка первого канала против сборной Швеции Кампф на 35-й минуте матча при счёте 1:1 забил гол, игра закончилась со счётом 4:1 в пользу чехов.
На чемпионате мира 2024 года набрал 7(2+5) очков в 9-ти матчах, в том числе забросив вторую шайбу в ворота Швейцарии в пустые ворота в финале турнира и помог сборной Чехии завоевать титул.

## Статистика
Обновлено на конец сезона 2020/2021
- НХЛ — 244 игры, 59 очков (18 шайб + 41 передача)
- АХЛ — 46 игр, 19 очков (8+11)
- Экстралига — 191 игра, 61 очко (30+31)
- Первая чешская лига — 68 игр, 36 очков (13+23)
- Сборная Чехии — 8 игр, 2 очка (1+1)
- Всего за карьеру — 557 игр, 177 очков (70+107)